# Alpenkreuzer
Alpenkreuzer is de Nederlandse merknaam van een vouwwagen. De wagens werden gebouwd door VEB Fahrzeugwerk Olbernhau uit Brand-Erbisdorf in de Duitse Democratische Republiek en vanaf 1958 door het bedrijf Eelart Kramer Sliedrecht (E.K.S.) in Nederland geïmporteerd en verkocht onder de merknaam Alpenkreuzer.

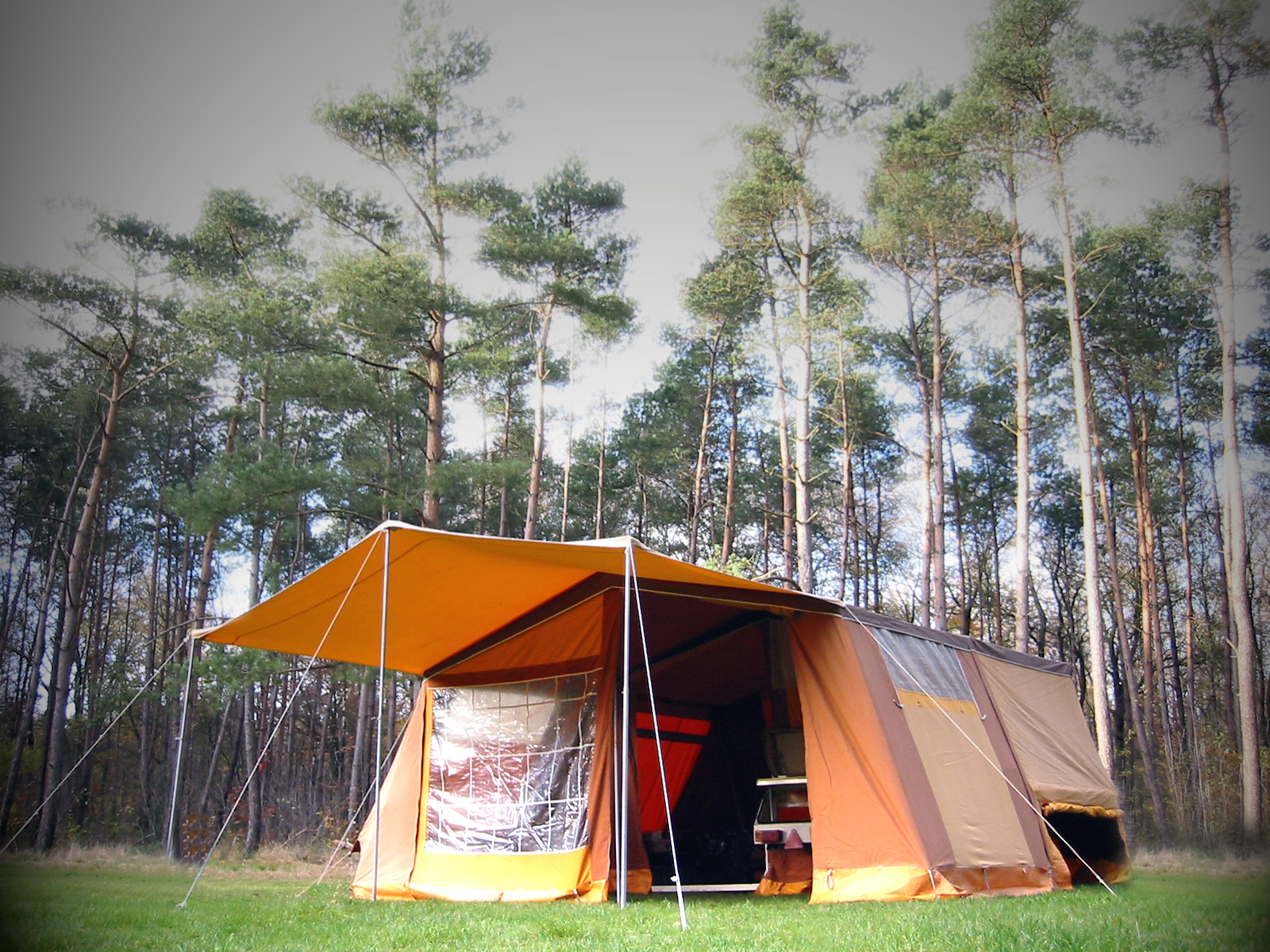
Alpenkreuzer Super uit 1976

In de DDR zelf werden de wagens verkocht onder de namen Klappfix en later Camptourist (CT). De kleinere voorgangerseries van de modellen CT4 en CT5 droegen nog de benaming Campifix. Verschillende onderdelen voor deze vouwwagens, zoals bijvoorbeeld de wielen, kwamen uit de toenmalige Trabantfabrieken. Naast Nederland werden de wagens onder meer ook geëxporteerd naar West-Duitsland (als OASE) en Groot-Brittannië (als Nimrod).
Na de Duitse hereniging werd de productie in Olbernhau gestaakt. Ongeveer 250.000 wagens zijn in Olbernhau gebouwd, waarvan 95 procent werd geëxporteerd buiten het Oostblok. Hoofdafnemer was Nederland met 80 procent.

## Modellen
Er waren in de jaren zestig twee modellen: de Junior en de luxere Senior. Later kwamen daar de Super en nog andere modellen bij. De Junior had een smaller tweede bed en bij de Super was het volwassenenbed langer. Daarnaast zijn er in de loop van de productie, tot in de jaren tachtig, diverse kleine veranderingen doorgevoerd. Het tentframe is hier en daar aangepast, het type gasstel wisselde met de jaren, de achterlichten zijn vernieuwd en de uitvoering en kleur van de tent zijn meermaals veranderd.
Het onderstel en tentframe zijn gemaakt van ijzer, het plaatwerk is van aluminium. De deksels voor en achter zijn van polyester, de bodem van de wagen is van zes millimeter dik multiplex. Het deksel van de wagen, en dus de vloer wanneer de tent is opgezet, is gemaakt van twaalf millimeter dik multiplex. Sommige modellen hadden geen deksel maar een afdekzeil. Alles wordt bij elkaar gehouden met tientallen klinknageltjes.

## Voor- en nadelen
De Alpenkreuzer had een aantal voordelen ten opzichte van de toenmalige concurrenten, met name de grote 13" wielen gaven de wagens een goede wegligging. De wagens hadden een voor die tijd snelle opbouw, een praktische bermkeuken en een flinke laadruimte. Door het kleine uitklapgedeelte aan de buitenkant dat ondersteund wordt met drie stangen wordt het grote bed nog een heel stuk groter. Bij de Super is dat gedeelte tot aan de grond met tentdoek overspannen, bij de Senior en Junior niet.
Later zijn er, onder druk van de toegenomen concurrentie, diverse opzetsystemen bijgekomen voor het tentgedeelte, naast het unieke, oorspronkelijke uitklapsysteem. Ten opzichte van de huidige systemen is het opzetten van een ouder model Alpenkreuzer vrij veel werk, met name de voortent. Alles bij elkaar kost het opzetten ongeveer een uur. De wagen is in ingeklapte toestand tijdloos en past ook goed achter een moderne auto.

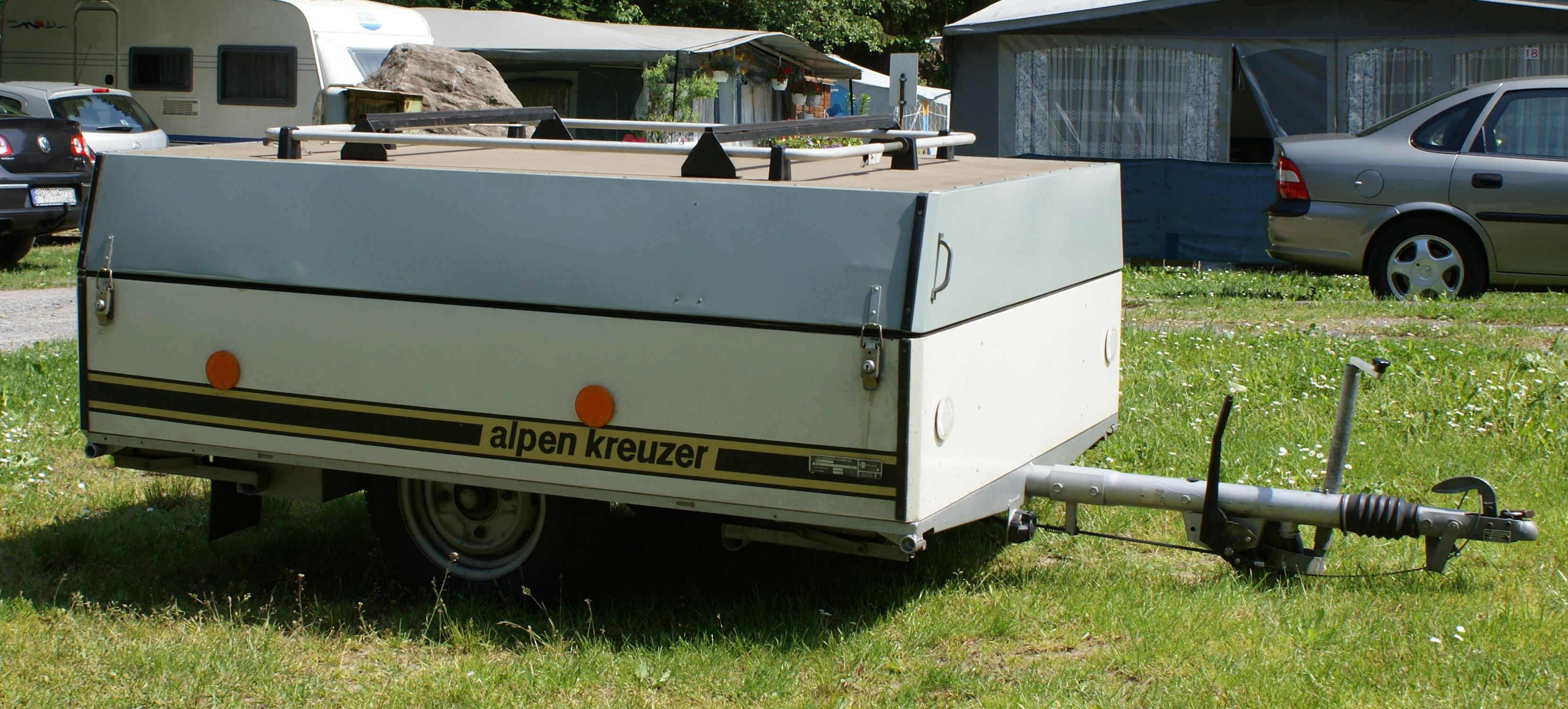
Alpenkreuzer Select dichtgeklapt
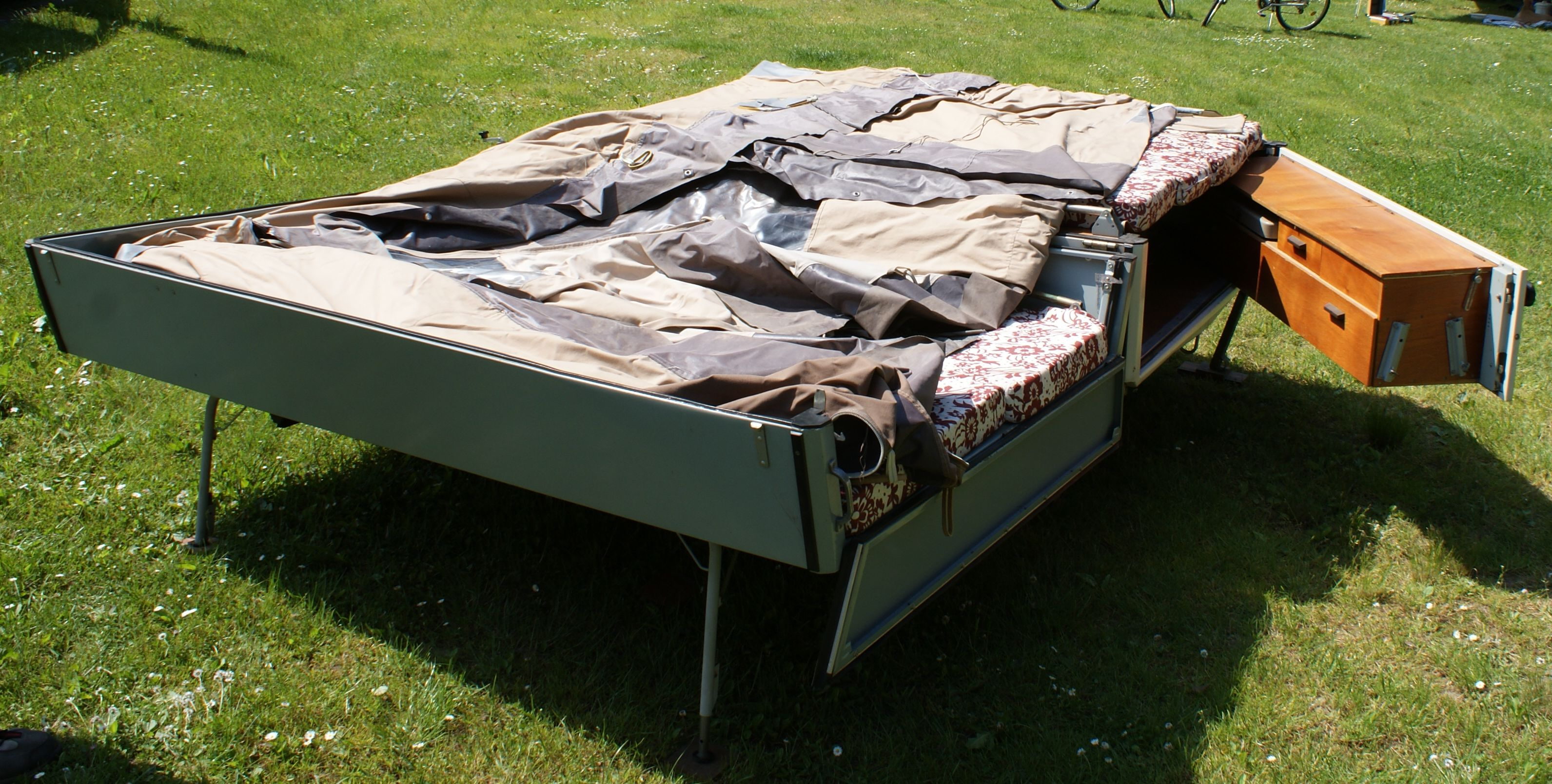
Alpenkreuzer Select tijdens de opbouw
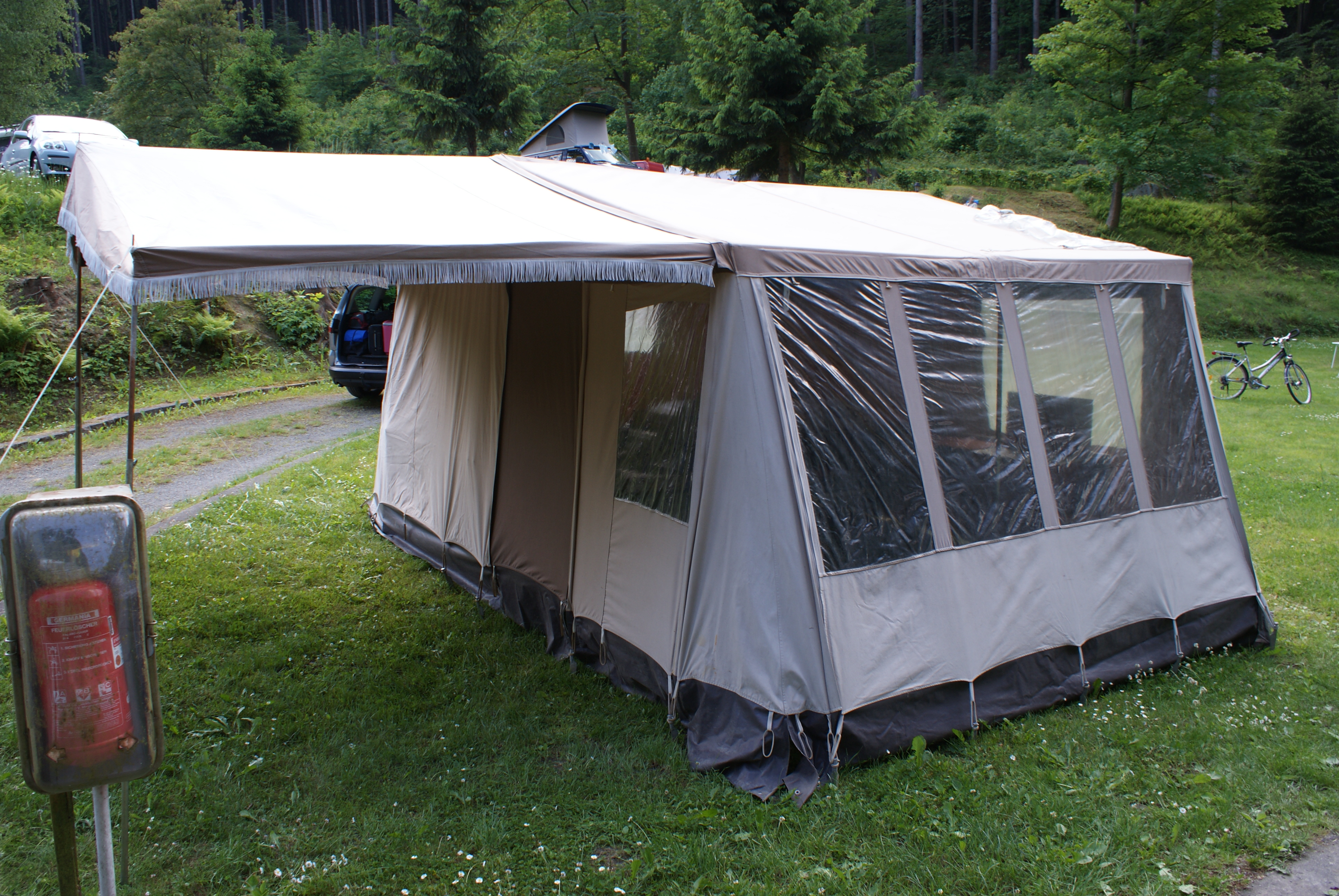
Alpenkreuzer Select opgebouwd
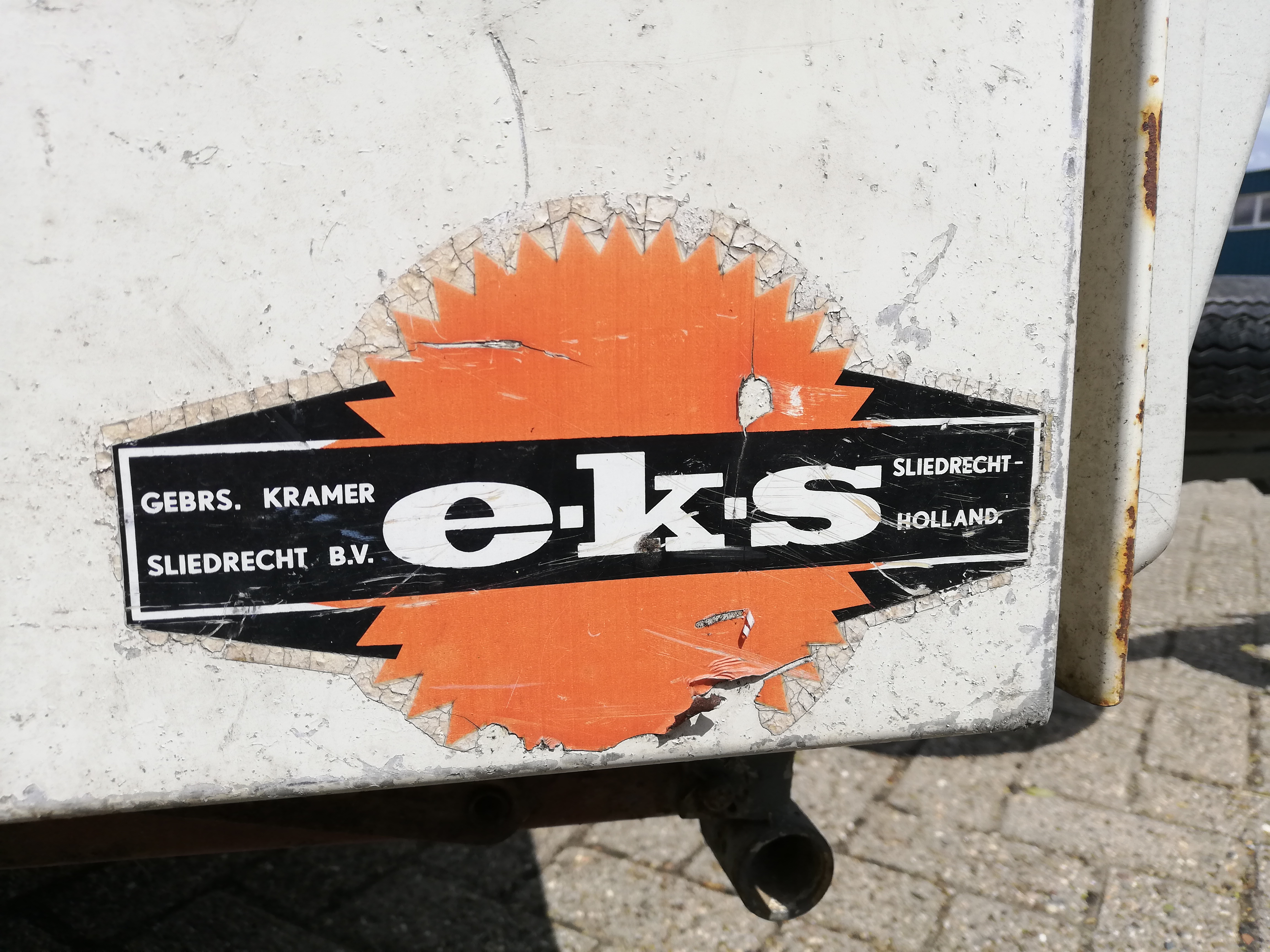
Embleem van importeur E.K.S. op een Alpenkreuzer Senior

De plus- en minpunten van de test van de Kampeer en Caravan Kampioen uit 1976 luidden:
+ zeer goede wegligging
+ bagagecapaciteit
+ toegankelijkheid bagageruimten
+ grote wielen
+ goede ventilatiemogelijkheden
- slordige afwerking van de wagen (later verbeterd)
- voortentframe onhandelbaar en veel speling op de verbindingen (later eveneens verbeterd)
- spanners van de tent niet op goede plek (later gewijzigd)

## Einde in 2006 en herintroductie in 2017
De Alpenkreuzer werd goed verkocht en de broers Kramer van E.K.S. beleefden gouden tijden. In de jaren tachtig, op het hoogtepunt van haar succes, werden er circa 4.000 Alpenkreuzers per jaar verkocht. Luxere vakanties voor relatief betaalbare bedragen gooiden roet in het eten en de aanvankelijk zo populaire vouwwagen raakte minder in trek. In de jaren negentig daalde de omzet gestaag. De afnemende belangstelling bracht het Sliedrechtse bedrijf uiteindelijk in financiële problemen waardoor in 2006, na bijna 50 jaar, een einde kwam aan het merk.
Na het faillissement nam de firma Gerjak het merkrecht over. Gerjak ging in 2012 failliet. Daarna nam recreatiemaatschappij Doréma uit het faillissement van Gerjak de rechten van Alpenkreuzer over en bracht in 2017 drie nieuwe modellen op de markt met dezelfde namen Allure, Duet en Parade. Met modeljaar 2021 gooide Alpenkreuzer het roer om en kwam met 3 geheel nieuwe modellen op de markt. De Waterfront, OpenAir en Campfire. 